# Hermanastro del mismo planeta
«Hermanastro del mismo planeta» —título original: «Step Brother from the Same Planet»— es el octavo episodio de la trigésimo cuarta temporada de la serie de televisión animada estadounidense Los Simpson, y el 736 en total. Se emitió en Estados Unidos en Fox el 20 de noviembre de 2022. El episodio fue dirigido por Matthew Faughnan y escrito por Dan Vebber.
En este episodio, Homer se pone celoso del hijo de la novia del abuelo cuando este lo trata mejor que a Homer. El episodio cuenta con la estrella invitada Melissa McCarthy como Calvin y recibió críticas mixtas.

## Trama
Los Simpson están en el parque y Lisa ve a sus compañeros de clase en una fiesta, pero ella no estaba invitada. También se encuentran con el abuelo y su nueva novia, Blythe. Él planea irse a vivir con ella. Durante la cena, conocen al hijo de Blythe, Calvin, a quien el abuelo trata mejor que a Homer. Esto provoca los celos de Homer.
Mientras recuperan las cosas del abuelo en la residencia de ancianos, Bart y Lisa se enteran de que su alquiler aún está cubierto. Deciden dar una fiesta allí para hacer popular a Lisa. A los niños les gusta, así que Lisa quiere hacer más fiestas. Mientras tanto, Homer es alérgico a la cera que Marge utiliza para pulir las superficies de la casa, por lo que se ve obligado a compartir habitación con Calvin, donde se pelean constantemente. Un día, cegado por el colirio, el abuelo entra y elogia a Homer mientras éste imitaba a Calvin. Del mismo modo, el abuelo reprende a Calvin cuando imita a Homer. Calvin y Homer llegan a un acuerdo entre ellos y planean enseñarle al abuelo cómo hace sentir a Homer.
Homer y Calvin entran en una convención de taxidermia, y la entrada de Homer son dos conchas con ojos. Reprende a Homer hasta que ve que las conchas les representan a ellos. El abuelo se disculpa con Homer y le dice que su comportamiento es culpa suya. Mientras tanto, las fiestas de Lisa se salen de control, por lo que llama a la policía para que las detenga. Al salir, Lisa se sienta en el coche de policía y convence al jefe Wiggum de que finja arrestarla para que parezca guay. Más tarde, Blythe rompe con el abuelo y ella y Calvin se van a África con su nuevo novio.

## Producción
En la Comic-Con de San Diego 2022, Matt Selman anunció que Melissa McCarthy pondría voz como invitada a una rival por el afecto del abuelo Simpson. Selman declaró que los productores eran fans de McCarthy y pudieron contratarla en el apogeo de su carrera. Más tarde se reveló que el personaje de McCarthy es un niño llamado Calvin. Carol Kane apareció como voz invitada para Blythe.